# Sojuz MS-12
Sojuz MS-12 (ryska: Союз МС-12) var en flygning i det ryska rymdprogrammet, till Internationella rymdstationen (ISS). Farkosten sköts upp med en Sojuz-FG-raket, från Kosmodromen i Bajkonur den 14 mars 2019. Farkosten dockade med rymdstationens Rassvet-modul den 15 mars.
Flygningen transporterade Aleksej Ovtjinin, Nick Hague och Christina Koch till rymdstationen. Alla tre var del av Expedition 59 och Expedition 60.
För att kunna ge Förenade Arabemiratens första astronaut möjligheten att besöka rymdstationen så kom Christina Koch även deltar i Expedition 61 och den 30 oktober 2019 lämnade Sojuz MS-12 rymdstationen. Några timmar senare återinträdde den i jordens atmosfär och landade i Kazakstan. Ombord fanns då Aleksej Ovtjinin, Nick Hague och Hazza Al Mansouri.

## Besättning
|                | Uppskjutning                                                        | Landning                                                     |
| -------------- | ------------------------------------------------------------------- | ------------------------------------------------------------ |
| Befälhavare    | Aleksej Ovtjinin, RSA Hans andra rymdfärd Expedition 59 / 60        | Aleksej Ovtjinin, RSA Hans andra rymdfärd Expedition 59 / 60 |
| Flygingenjör 1 | Nick Hague, NASA Hans första rymdfärd Expedition 59 / 60            | Nick Hague, NASA Hans första rymdfärd Expedition 59 / 60     |
| Flygingenjör 2 | Christina Koch, NASA Hennes första rymdfärd Expedition 59 / 60 / 61 | Hazza Al Mansouri Hans första rymdfärd                       |

## Reservbesättning
| Befälhavare    | Aleksandr Skvortsov, RSA |
| Flygingenjör 1 | Luca Parmitano, ESA      |
| Flygingenjör 2 | Andrew R. Morgan, NASA   |